# Залиманская волость
Залиманская волость — историческая административно-территориальная единица Богучарского уезда Воронежской губернии с центром в слободе Залиман.
По состоянию на 1880 год состоял из 13 поселений, 11 сельских общин. Население — 13 557 человек (6860 мужского пола и 6697 — женской), 1858 дворовых хозяйств.
|                       | Площадь, десятин | В том числе пахотной, дес. |
| --------------------- | ---------------- | -------------------------- |
| Сельских общин        | 32109            | 26782                      |
| Частной собственности | 486              | 144                        |
| Другой собственности  | 442              | 363                        |
| В общем               | 33037            | 27289                      |

Поселения волости на 1880 год:
- Залиман, Вервековка и Лысогорка — пригородная слобода, бывшие государственные хутор и слобода при реке Богучар, 3660 человек, 362 двора, православная церковь, школа, 3 кожевенных завода, 3 вівчарних завод, 22 ветряных мельницы. За 7 верст — салотопня.
- Гадючая — бывшая государственная слобода, 1292 лица, 193 двора, православная церковь, 16 ветряных мельниц.
- Грушовка — бывшая государственная слобода при реке Дон, 1321 лицо, 203 двора, православная церковь, школа.
- Купянка — бывшая государственная слобода при реке Левая, 1322 лица, 203 двора, православная церковь, 11 ветряных мельниц.
- Лофицкое — бывшая государственная слобода при реке Богучар, 1772 лица, 263 двора, православная церковь, школа, 19 ветряных мельниц.
- Перещепный — бывший государственный хутор, 645 человек, 100 дворов, 10 ветряных мельниц.
- Поповка — бывший государственный хутор при реке Богучар, 1085 человек, 165 дворов, православная церковь.
- Свинюха — бывший государственный хутор при реке Дон, 657 человек, 96 дворов.
- Филоново — бывшая государственная слобода при реке Богучар, 1168 человек, 171 двор, православная церковь, 22 ветряных мельницы.

По данным 1900 году в волости насчитывалось 25 поселений с преимущественно украинским населением, 6 сельских обществ, 139 зданий и учреждения, 2378 дворовых хозяйств, население составляло 13 243 лица (6675 мужского пола и 6568 — женского).
В 1915 году волостным урядником был Егор Данилович Ковалев, старшиной — Иван Васильевич Звозянков, волостным писарем — Степан Александрович Виноградов.